# Pythagoras (Tyrann)
Pythagoras (altgriechisch Πυθαγόρας) ist der Name eines Tyrannen von Ephesos. Er lebte vor der Zeit Kyros’ II., also vor 560 v. Chr. Sein Name wird einzig bei Baton von Sinope, einem Schriftsteller der 2. Hälfte des 3. Jahrhunderts v. Chr., als Fragment in der Suda überliefert.
Laut Suda lud er Schuld auf sich, als er die Herrschaft der Familie der Basiliden beendete, was er durch Versprechungen an das Volk erreicht haben soll. Seine Liebe zum Gold soll aber maßlos gewesen sein und bei der Verfolgung der Wohlhabenden schreckte er auch vor Tötungen in den heiligen Bezirken der Tempel nicht zurück, die er durch Aushungern mit dem Freitod der Eingeschlossenen erwirkte. Folgende Seuchen und Lebensmittelknappheit, von den Göttern geschickt, führten zur Befragung des Orakels in Delphi. Die Pythia von Delphi hieß ihn, „einen Tempel zu bauen…“, um die Schuld seiner schweren Verbrechen zu sühnen. Man möchte darin eine Urheberschaft für „Tempel C“ des Artemisions von Ephesos erkennen. Doch gibt es dafür keinerlei Beweise. Man weiß nicht, ob er dem Orakel folgte und wenn ja, welchen Tempel er errichtete. Auch das Ende des Pythagoras ist unbekannt. Nach seiner Zeit erreichten die Basiliden in Ephesos die Herrschaft zurück.